# Ваккернагель, Якоб
Якоб Ваккернагель (нем. Jacob Wackernagel; 11 декабря 1853, Базель — 22 мая 1938, там же) — швейцарский лингвист. Специалист в области греческого языка и индологии.

## Биография
Сын филолога Вильгельма Ваккернагеля.
Изучал классическую филологию, германистику и историю в Гёттингене и Лейпциге. Степень кандидата наук получил в 1875 году в Базеле, получение звания доцента состоялось в 1876 там же. Преподавал в Базельском университете, с 1879 года профессор греческого языка, преемник Фридриха Ницше. В 1902 году его позвали в Гёттингенский университет, но из-за первой мировой войны, он возвратился в Базель в 1915 году. Вышел на пенсию в 1936 году и умер 22 мая 1938 в Базеле.
Главная работа Ваккернагеля — Altindische Grammatik, всесторонняя грамматика санскрита. Он также известен как открыватель закона Ваккернагеля, названного в его честь.

## Сочинения
- Die epische Zerdehnung, «Beiträge zur Kunde der indogermanischen Spachen», 1878, Bd 4;
- Das Dehnungsgesetz der griechischen Komposita, Basel, 1889;
- Beiträge zur Lehre vorm griechischen Akzent, Basel. 1893;
- Vermischte Beiträge zur griechischen Sprachkunde, Basel, 1897;
- Sprachliche Untersuchungen zu Homer, Basel, 1916;
- Vorlesungen über Syntax mit besonderer Berücksichtigung von Griec hisch, Lateinisch und Deutsch, Bd I—2, Basel, 1920—24.